# Abadie Constraint Qualification
Die Abadie Constraint Qualification (oder auch Abadie CQ) ist eine wichtige Voraussetzung, dass notwendige Optimalitätskriterien in der nichtlinearen Optimierung gelten. Die Abadie CQ ist eine Bedingung an die Regularität eines zulässigen Punktes. Ist die Abadie CQ in einem Punkt {\displaystyle {\tilde {x}}} erfüllt und ist dieser Punkt ein lokales Minimum, so sind auch die Karush-Kuhn-Tucker-Bedingungen an diesem Punkt erfüllt.
Sie ist nach dem französischen Mathematiker Jean Abadie benannt.

## Definition
Gegeben ist ein Optimierungsproblem in der Form
{\displaystyle \min _{x\in X}f(x)},
wobei
{\displaystyle X=\{x\in \mathbb {R} ^{n}\,|\,g(x)\leq 0,h(x)=0\}}
ist und alle Funktionen stetig differenzierbar sein sollen. Dann erfüllt ein zulässiger Punkt {\displaystyle x\in X} des restringierten Optimierungsproblems die Abadie CQ, wenn der Tangentialkegel an der Stelle {\displaystyle x} mit dem linearisierten Tangentialkegel an der Stelle {\displaystyle x} übereinstimmt.

## Beispiel
Betrachte als Beispiel die Funktionen {\displaystyle g_{1}(x_{1},x_{2})=-x_{2},\,g_{2}(x_{1},x_{2})=x_{1}^{3}+x_{2}}. Die Ungleichungen {\displaystyle g_{i}(x)\leq 0} beschreiben eine Restriktionsmenge und sind alle stetig differenzierbar.  Wir untersuchen nun im Punkt {\displaystyle (0,0)}, ob die Abadie-CQ erfüllt ist. Es ist dann
{\displaystyle \nabla g_{1}(x)=(0,-1)^{T},\,\nabla g_{2}(x)=(3x_{1}^{2},1)^{T}}.
Im Punkt {\displaystyle (0,0)} sind beide Ungleichungen aktiv. Definitionsgemäß muss dann die zweite Komponente des linearisierten Tangentialkegels immer 0 sein. Die erste Komponente ist beliebig, da sie bei beiden Gradienten am untersuchten Punkt verschwindet. Also ist {\displaystyle {\mathcal {T}}_{\text{lin}}(0,0)=\mathbb {R} \times \{0\}}.
Der Tangentialkegel ist aber nur der Strahl {\displaystyle (-\infty ,0]\times \{0\}} und damit eine echte Teilmenge des linearisierten Tangentialkegels. Somit ist die Abadie QC nicht erfüllt.

## Vergleich mit anderenconstraint qualifications
Die Abadie CQ ist im Vergleich mit den anderen constraint qualifications sehr allgemein gültig, aber in der Praxis aufgrund des Tangentialkegels schwer zu handhaben. Daher verwendet man meist eine andere constraint qualification wie zum Beispiel die MFCQ oder die LICQ. Sind diese gegeben, so gilt auch die Abadie CQ. Die Umkehrung gilt jedoch nicht. Eine constraint qualification die schwächer als die Abadie CQ ist, ist die Guignard CQ. Es gelten die Implikationen
{\displaystyle {\text{LICQ}}\Rightarrow {\text{MFCQ}}\Rightarrow {\text{Abadie CQ}}\Rightarrow {\text{Guignard CQ}}}.
Des Weiteren impliziert bei konvexen Problemen die Slater-Bedingung die Abadie CQ, aber auch hier gilt die Umkehrung nicht.